# U-605
Unterseeboot 605 foi um submarino alemão do Tipo VIIC, pertencente a Kriegsmarine que atuou durante a Segunda Guerra Mundial.
O U-605 esteve em operação no ano de 1942, realizando neste período 3patrulhas de guerra, nas quais afundou 3 navios aliados, num total de 8409 toneladas de arqueação.
Foi afundado  por cargas de profundidade lançadas por uma aeronave Hudson (Sqdn 233/B) no dia 14 de novembro de 1942, causando a morte de todos os 46 tripulantes.

## Comandantes
| Comandante                    | Data                      |
| ----------------------------- | ------------------------- |
| Kptlt. Herbert-Viktor Schütze | 15 Jan 1942 - 14 Nov 1942 |

## Subordinação
Durante o seu tempo de serviço, esteve subordinado às seguintes flotilhas:
| Período                                        | Flotilha                                   |
| ---------------------------------------------- | ------------------------------------------ |
| 15 de janeiro de 1942 - 31 de julho de 1942    | 5. Unterseebootsflottille (treinamento)    |
| 1 de agosto de 1942 - 31 de outubro de 1942    | 9. Unterseebootsflottille (serviço ativo)  |
| 1 de novembro de 1942 - 14 de novembro de 1942 | 29. Unterseebootsflottille (serviço ativo) |

## Operações conjuntas de ataque
O U-605 participou das seguinte operações de ataque combinado durante a sua carreira:
- Rudeltaktik Steinbrinck (7 de agosto de 1942 - 11 de agosto de 1942)
- Rudeltaktik Lohs (11 de agosto de 1942 - 26 de agosto de 1942)
- Rudeltaktik Tümmler (1 de outubro de 1942 - 11 de outubro de 1942)

## Coordenadas
1. ↑  em posição 36° 20' N 1° 01' O